# Derrame de concentrados de cobre en Cajacay
El derrame de concentrados de cobre en Cajacay se produjo el 25 de julio de 2012 en la región Áncash, Perú. Este derrame se produjo por una rotura del codo de una válvula en el mineroducto de la Compañía Minera Antamina la cual provocó una fuga de 45 toneladas, de las cuales 3 toneladas de concentrados fueron esparcidas alrededor de la estación de control. El derrame ocurrió en la estación de válvulas VS-1 a la altura del kilómetro 110 de la Ruta nacional PE-16 (Pativilca – Conococha), en el caserío Santa Rosa, perteneciente al distrito de Cajacay, provincia de Bolognesi en el departamento de Áncash. Gracias a la oportuna acción de los pobladores locales se evitó que los minerales llegaran a contaminar el río Fortaleza.
Un año después, el 31 de mayo de 2013, la Dirección de Fiscalización, Sanción y Aplicación de Incentivos del Organismo de Evaluación y Fiscalización Ambiental (OEFA) sancionó con una multa de 56 Unidades Impositivas Tributarias (UIT), equivalente a S/. 207 200 (aproximadamente USD 77 000, a la Compañía Minera Antamina S.A., por infringir la legislación ambiental a consecuencia del derrame.La sanción fue impuesta, de acuerdo al entonces Ministro del Ambiente Manuel Pulgar Vidal, por dos motivos: «una por la falta de diligencia en el aviso y en el llenado de los formatos sobre el accidente, y la otra porque se han tenido que talar algunos árboles materia de la contaminación producida en el suelo».
Se ha argumentado que el tamaño de la multa fue extremadamente baja de acuerdo a los estándares internacionales.

## Hechos ocurridos
El 25 de julio de 2012 se produjo por una rotura del codo de una válvula en la estación de válvulas VS-1 del mineroducto de la Compañía Minera Antamina la cual provocó una fuga de 45 toneladas de concentrados de cobre. Como resultado de esta falla, el 42 toneladas (93%) del concentrado de cobre producto de la fuga se quedó en las pozas de contención, y 3 toneladas (7%) fueron esparcidas fuera de la estación de válvulas.
Un grupo organizado de campesinos de aproximadamente 200 personas llegó a la estación de válvulas y utilizando sus lampas sin ningún equipo de protección evitaron que el concentrado de cobre alcanzara el río Fortaleza, a unos 50 metros cerro abajo. De acuerdo a los testimonios, los pobladores locales lograron desviar el concentrado a una pequeña piscigranja abandonada junto a la orilla del río, que logró contener los concentrados de cobre.
De acuerdo a representantes de Antamina, el derrame no llegó al río Fortaleza ni a ningún otro cuerpo de agua. Diecinueve pobladores fueron evacuados hacia la ciudad de Huaraz como medida preventiva a fin de descartar posibles daños por compuestos tóxicos.

### Muestreos
Al día siguiente, el 26 de julio, el Organismo de Evaluación y Fiscalización Ambiental (OEFA) realizó un primer muestro de suelos, aire, sedimento y aguas para el análisis de metales pesados. Los resultados de las muestras, indicaron que el derrame de minerales afectó los suelos cercanos a la válvula VS-1 y los sedimentos de los puntos evaluados en el río Fortaleza. Los metales y metaloides con altas concentraciones hallados luego del derrame a través del análisis de las muestras fueron: arsénico (por encima de 1972,50 mg/Kg), cadmio (> 44,63 mg/Kg), cobalto (> 40,17 mg/Kg), cobre (> 170 992,40 mg/Kg), hierro (> 163 465,30 mg/Kg), plomo (> 1628,90 mg/Kg), antimonio (> 180,50 mg/Kg), selenio (> 44,77 mg/Kg), estaño (> 33,04 mg/Kg), zinc (> 11 061,90 mg/Kg) y plata (> 61,75 mg/Kg).

## Impactos en la población
En un primer estudio en julio de 2012, el Centro Nacional de Salud Ocupacional y Protección del Ambiente para la Salud (Censopas) tomó muestras de sangre a 52 pobladores del caserío de Santa Rosa. Los resultados arrojaron que seis de los 18 niños analizados (33%) y un 3% de los mayores de edad tenían rangos de cobre por encima del valor de referencia. En cuanto al plomo, un 6% de los niños que formaron parte de la muestra presentaban niveles altos.
A fines de julio de 2013, el Instituto Nacional de Salud (INS) detectó en 285 los pobladores de la zona cobre, plomo y arsénico en la sangre por encima de los límites máximos permitidos.